# 백화자
백화자(중국어 간체자: 白话字, 정체자: 白話字, 병음: Báihuàzì 바이화쯔[*], 백화자: Pe̍h-ōe-jī 페오에지, 줄여서 POJ, 다른 이름으로 교회 로마자화)는 호키엔 민난어, 그 중에서도 대만어와 하문어를 표기하기 위한 정서법이다.
19세기에 동남아시아의 화교 디아스포라 사이에서 활동하던 서양 선교사들에 의해 개발되고 샤먼과 타이난에서 활동하던 선교사들에 의해 개선되었으며 수정된 라틴 알파벳과 일부 분음 부호를 사용하여 구어를 나타낸다. 푸젠에서 처음 성공한 후 POJ는 대만에서 가장 널리 퍼졌고 20세기 중반에는 POJ를 읽을 수 있는 사람이 100,000명이 넘었다. 타이완 최초의 신문인 타이완 교회 뉴스(Taiwan Church News)를 포함하여 많은 양의 종교 및 세속 인쇄물이 대본으로 제작되었다.